# 非交換幾何
非交換幾何（英語：Noncommutative geometry，简称）為數學的分支領域，內容為非交換代數的幾何方法，以及由函数的非交换代数局部呈现的空间的构造。非交換代數是一種結合代數，而乘積不是交換性的，亦即{\displaystyle xy}不總是等於{\displaystyle yx}。更廣義地說，這是一種代數結構，其中主要二元運算之一為非交換的。拓樸學或範數等概念可以延伸到非交換幾何中。
通过算子代数（即希尔伯特空间上有界线性算子的代数），可以深入了解非交换空间。非交换空间的典型例子之一也许是非交换环面，在1980年代的领域发展早期发挥了关键作用，导出了向量丛、联络、曲率等等概念的非交换版本。:21

## 动机
主要动机是将空间与代数之间的交换对偶性扩展到非交换环境。数学中，带几何性质的空间可以与空间上的数值函数相关联。这些函数一般会形成交换环。例如，在拓扑空间X上可取连续复值函数环C(X)。许多时候（如当X是紧豪斯多夫空间时），都可以从C(X)中复原出X，所以说X具有交换拓扑。
更具体地说，在拓扑学中，紧豪斯多夫拓扑空间可从空间上函数的巴拿赫代数中重建出来（Gelfand–Naimark定理）。在交换代数几何中，概形是交换酉环的局部素谱（A. Grothendieck），每个拟分离概形{\displaystyle X}都可在同构意义上从{\displaystyle O_{X}}模的准凝聚层范畴的概形中重建出来（P. Gabriel–A. Rosenberg）。对于格罗滕迪克拓扑，景的上同调性质是相应的被抽象为意象的集合层范畴的不变量（A. Grothendieck）。在所有这些情形下，空间都是从函数代数或其范畴形式（空间上的层范畴）重建出来的。
拓扑空间上的函数可进行乘和逐点加，因此构成了交换代数；事实上，这些运算在基空间拓扑中是局部的，因此函数构成了基空间上的交换环层。
非交换几何试图将这种对偶性推广到非交换代数、非交换代数的层、类层非交换代数、算子代数结构与某些几何实体之间的对偶性，并通过这种对偶性给出实体的代数描述与几何描述之间的相互作用。
考虑到交换环对应通常的仿射概形，交换C*-代数对应通常的拓扑空间，要推广到非交换环和代数，需要拓扑空间的非平凡推广，即“非交换空间”。因此，有一些关于非交换拓扑的讨论。

### 在数学物理中的应用
粒子物理学中的部分应用可见于非交换标准模型与非交换量子场论。在1997年推测非交换几何在M理论中的作用后，物理学界对非交换几何突然非常高涨。

### 来自遍历理论的动机
阿兰·科纳在技术层面处理非交换几何提出的部分理论源于更早的尝试，特别是遍历理论。George Mackey提出了“虚子群”理论，遍历群作用将成为一种推广的齐性空间。

## 非交换C*-代数与诺依曼代数
非交换C*-代数的（形式）对偶，现在一般叫做非交换空间。这可以和盖尔范德表示相类比，后者表明交换C*-代数与局部紧豪斯多夫空间对偶。总的来说，可以给任何C*-代数S关联一个拓扑空间Ŝ。
由于σ-有限测度空间和交换冯诺依曼代数之间的对偶，非交换冯诺依曼代数也被称为非交换测度空间。

## 非交换可微流形
光滑黎曼流形M是具有大量额外结构的拓扑空间。从其连续函数代数C(M)中，只能拓扑地复原M 。回复黎曼结构的代数不变量是三元谱，由M上的光滑向量丛E构造而来，如外部代数丛。E的平方可积瓣的希尔伯特空间L2(M, E)带有用乘运算对C(M)的表示，考虑L2(M, E)中的无界算子D，其具有紧预解式（如符号算子），则只要f光滑，交换子[D, f]就有界。一个深刻的定理指出，M作为黎曼流形可以从这些数据中复原。
这表明，可将非交换黎曼流形定义为三元谱(A, H, D)，由希尔伯特空间H上C*-代数的表示A、H上的无界算子D、使[D, a]对A的某个稠密子代数中所有a都有界的紧预解式组成。对三元谱的研究非常活跃，已经构建了许多非交换流形的例子。

## 非交换仿射与射影概形
类比仿射概形与交换环的对偶，定义非交换仿射概形范畴为结合酉环范畴的对偶。这与Zariski拓扑有类似之处，这样就可以把仿射概形推广到更一般的对象上。
此外，还有交换分次环的Cone与Proj的推广，模仿了塞尔关于Proj的定理，即交换分次代数的Proj上的O模的准相干层范畴等价于有限长的分次模塞尔子范畴上局部化的环上的分次模范畴；当代数符合诺特定理时，相干层也有类似定理。迈克尔·阿廷和J. J. Zhang将这个定理推广为非交换射影几何的定义，并增加了一些一般环论条件（如亚廷-舍尔正则性）。
射影概形的许多性质都延伸到这一领域。例如，亚廷和Zhang针对非交换射影范畴提出了著名的塞尔对偶。
A. L. Rosenberg创造了相当普遍的（在基范畴上的）非交换准紧概形，抽象化了格罗滕迪克关于概形态射、准相干范畴与平面局部化函子的研究。Fred Van Oystaeyen、Luc Willaert和Alain Verschoren还通过局部化理论提出了另一种有趣的方法，其主要概念是概形代数。

## 非交换空间的不变量
非交换几何的一些激励性问题涉及将已知拓扑不变量推广到非交换（算子）代数的形式对偶，以及非交换空间的其他代替物。阿兰·孔涅在非交换几何方向的主要出发点之一是发现了非交换结合代数与非交换算子代数相关的新同调论，即循环同调及其与K-理论的关系（主要通过孔涅-陈特征映射）。
利用算子K-理论和循环上同调的工具，光滑流形的示性类理论已经可以推广到三元谱。对现在的经典阿蒂亚-辛格指标定理进行的一些推广，可以有效地从三元谱中提取数值不变式。循环上同调中的基本示性类，即所谓JLO上循环（JLO cocycle）是经典陈特征（Chern character）的推广。

## 非交换空间的例子
- 在量子力学的相空间表述中，经典力学的辛相空间被变形为由位置与动量算子生成的非交换相空间。
- 非交换标准模型是对粒子物理标准模型的一种推广。
- 非交换环面是普通环面的函数代数的变形，可被赋予三元谱结构。这类例子已有深入的研究，且可作为更复杂情形的案例。
- Snyder空间[10]
- 叶状结构产生的非交换代数。
- 与数论中的动力系统有关的例子，如高斯连分数，产生了似乎具有有趣的非交换几何的非交换代数。

## 联络
孔涅联络是微分几何中联络的非交换推广，由阿兰·孔涅提出，后来被Joachim Cuntz和丹尼尔·奎伦推广。

#### 定义
给定右A模E，E上的孔涅联络是线性映射
{\displaystyle \nabla :E\to E\otimes _{A}\Omega ^{1}A}
其满足乘积法则{\displaystyle \nabla _{r}(sa)=\nabla _{r}(s)a+s\otimes da}。

## 引用
1. ↑  Khalkhali & Marcolli 2008，第171頁.
2. ↑  Khalkhali & Marcolli 2008.
3. ↑  Connes, Alain; Douglas, Michael R; Schwarz, Albert. . Journal of High Energy Physics. 1998-02-05, 1998 (2): 003. Bibcode:1998JHEP...02..003C. ISSN 1029-8479. S2CID 7562354. arXiv:hep-th/9711162 . doi:10.1088/1126-6708/1998/02/003.
4. ↑  Connes, Alain. . Journal of Noncommutative Geometry. 2013, 7: 1–82. S2CID 17287100. arXiv:0810.2088 . doi:10.4171/JNCG/108.
5. ↑  Artin, M.; Zhang, J.J. . Advances in Mathematics. 1994, 109 (2): 228–287. ISSN 0001-8708. doi:10.1006/aima.1994.1087 .
6. ↑  Yekutieli, Amnon; Zhang, James J. . Proceedings of the American Mathematical Society (American Mathematical Society (AMS)). 1997-03-01, 125 (3): 697–708. ISSN 0002-9939. doi:10.1090/s0002-9939-97-03782-9 .
7. ↑  A. L. Rosenberg, Noncommutative schemes, Compositio Mathematica 112 (1998) 93--125, doi; Underlying spaces of noncommutative schemes, preprint MPIM2003-111, dvi （页面存档备份，存于）, ps （页面存档备份，存于）; MSRI lecture Noncommutative schemes and spaces (Feb 2000): video （页面存档备份，存于）
8. ↑  Freddy van Oystaeyen, Algebraic geometry for associative algebras, ISBN 0-8247-0424-X - New York: Dekker, 2000.- 287 p. - (Monographs and textbooks in pure and applied mathematics, 232)
9. ↑  Van Oystaeyen, Fred; Willaert, Luc.  (PDF). Journal of Pure and Applied Algebra (Elsevier BV). 1995, 104 (1): 109–122. ISSN 0022-4049. doi:10.1016/0022-4049(94)00118-3. hdl:10067/124190151162165141 .
10. ↑  Snyder, Hartland S. . Physical Review (American Physical Society (APS)). 1947-01-01, 71 (1): 38–41. Bibcode:1947PhRv...71...38S. ISSN 0031-899X. doi:10.1103/physrev.71.38.
11. ↑  Vale 2009，Definition 8.1.

### 孔涅联络参考文献
- Connes, Alain. . C. R. Acad. Sci. Paris Sér. A. 1980, 290 (13): 599–604  [2023-10-02]. （原始内容存档于2023-05-27） （法语）.
  - Connes, Alain. . 2001. arXiv:hep-th/0101093 .
- Connes, Alain. . Publications Mathématiques de l'IHÉS. 1985, 62: 41–144  [2023-10-02]. ISSN 1618-1913. S2CID 122740195. doi:10.1007/BF02698807. （原始内容存档于2023-03-19） （英语）.
- Connes, Alain. . Academic Press. 1995. ISBN 978-0-08-057175-1.
- Cuntz, Joachim; Quillen, Daniel. . Journal of the American Mathematical Society. 1995, 8 (2): 251–289  [2023-10-02]. ISSN 0894-0347. JSTOR 2152819. doi:10.2307/2152819 . （原始内容存档于2023-03-18）.
- García-Beltrán, Dennise; a-Beltrán, Dennise; Vallejo, José A.; Vorobjev, Yuriĭ. . Symmetry, Integrability and Geometry: Methods and Applications. 2012, 8: 006. Bibcode:2012SIGMA...8..006G. S2CID 5946411. arXiv:1106.1512 . doi:10.3842/SIGMA.2012.006.
- * Vale, R.  (PDF). 2009  [2023-10-02]. （原始内容存档 (PDF)于2023-03-26）.
- . . 2020: 201–228. ISBN 9781108855846. doi:10.1017/9781108855846.009.

## 阅读更多
- Consani, Caterina; Connes, Alain (编), , Baltimore, MD: Johns Hopkins University Press, 2011, ISBN 978-1-4214-0352-6, Zbl 1245.00040
- Grensing, Gerhard. . Hackensack New Jersey: World Scientific. 2013. ISBN 978-981-4472-69-2.